# Peter Carlisle

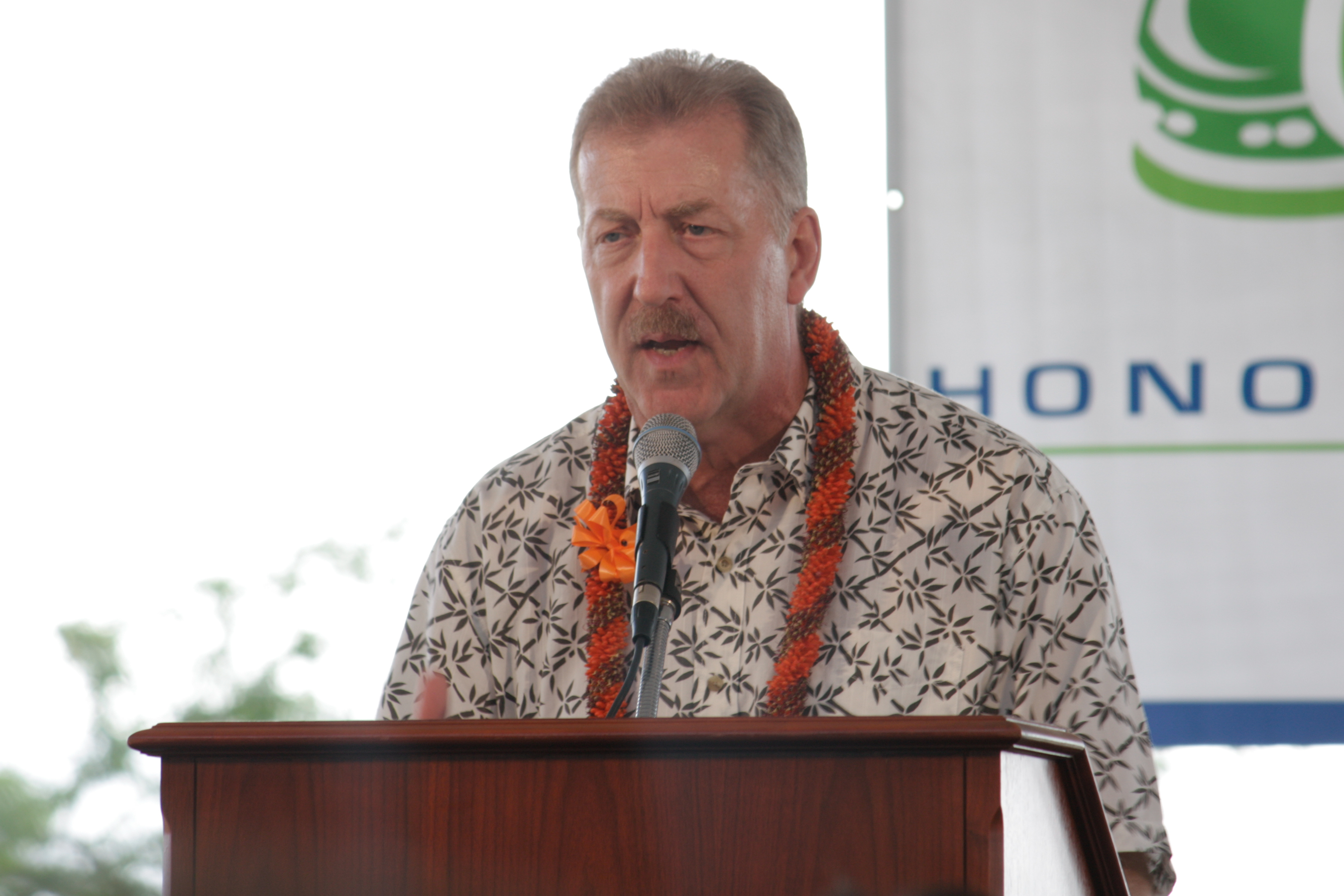
Carlisle im Jahr 2011

Peter Benson Carlisle (* 12. Oktober 1952 in Ridgewood, New Jersey) ist ein US-amerikanischer Jurist und Politiker. Carlisle war von Oktober 2010 bis Januar 2013 Bürgermeister von Honolulu, Hawaii. Von 1996 bis 2000 war er dortiger Bezirksstaatsanwalt.

## Leben
Carlisle wurde 1952 in Ridgewood, New Jersey geboren. Er besuchte die Kent School in Connecticut und studierte an der University of North Carolina at Chapel Hill. Nach dem Bachelor in Psychologie und Englisch absolvierte er die UCLA School of Law.
1978 übersiedelte Carlisle nach Hawaii, wo er seine spätere Frau Judy kennenlernte.